# Буняковский, Виктор Яковлевич
Виктор Яковлевич Буняко́вский (3 (15) декабря 1804, Бар, Подольская губерния — 30 ноября (12 декабря) 1889, Санкт-Петербург) — русский математик, педагог, историк математики, вице-президент академии наук в 1864—1889 годах. Внёс значительный вклад в теорию чисел.

## Биография
Родился 3 (15) декабря 1804 года в Баре Подольской губернии. Его отец служил в Баре подполковником конно-польского уланского полка и погиб в 1809 году в Финляндии.
Первоначальное образование получил в Москве, в доме друга его отца графа А. П. Тормасова. В 1820 году Буняковский, вместе с сыном графа, отправился за границу, где изучал преимущественно математические науки. Сначала он жил в Кобурге и брал там частные уроки, затем слушал лекции в Лозаннской академии. В течение двух последних лет проживания за границей он жил в Париже, где слушал лекции в Сорбонне. Он имел возможность заниматься у Лапласа, Пуассона, Фурье, Коши, Ампера, Лежандра и других знаменитых учёных. Больше всего Буняковский работал у Коши. В 1824 году Буняковский получил степени бакалавра и лиценциата; 19 мая 1825 года защитил диссертацию, состоявшую из двух работ: по аналитической механике и математической физике, и получил от Парижского университета степень доктора математических наук. Пробыв за границей в общей сложности семь лет, Буняковский в 1826 году приехал в Петербург, где занялся педагогической деятельностью.

### Педагогическая деятельность
С 1826 по 1831 год состоял преподавателем математики в старших классах в Первом кадетском корпусе. Оставив эту должность в 1831 году, Буняковский принимал участие в различных комиссиях по составлению программы и конспектов для военно-учебных заведений, по экзаменам учителей и по рассмотрению учебных руководств. В течение десяти лет был наставником-наблюдателем в Пажеском корпусе.
С 1827 по 1864 год Буняковский преподавал математику и механику в офицерских классах Морского кадетского корпуса.
С 1846 года в Императорском Санкт-Петербургском университете читал курс аналитической механики (по Пуассону и Остроградскому), затем — дифференциальное и интегральное исчисление (по Коши) и теорию вероятностей (по собственному оригинальному сочинению), а позднее, уже в пятидесятых годах, — интегрирование дифференциальных уравнений, способ вариаций и исчисление конечных разностей. Летом 1820 года получил должность профессора математики в Институте корпуса инженеров путей сообщения, затем — в Горном институте.
В 1859 году, желая сосредоточиться исключительно на научной работе, Буняковский оставил службу в университете.
С 29 декабря 1851 года — действительный статский советник, с 18 марта 1866 года — тайный советник, с 28 января 1877 года — действительный тайный советник.

## Научная деятельность

### Работа в академии
В 1828 году Буняковский избран Академией наук адъюнктом по чистой математике, в 1830 году — экстраординарным академиком, в 1836 — ординарным академиком. В 1864 году был избран вице-президентом академии наук. Состоя академиком, Буняковский постоянно делал рефераты в заседаниях физико-математического отделения. Только за несколько месяцев до смерти, сознавая себя, вследствие слабости здоровья, неспособным принимать активное участие в работе академии, Буняковский подал просьбу об увольнении его от звания вице-президента. Академия, при оставлении Буняковским должности, избрала его почётным вице-президентом.

### Труды
Список научных трудов, составленный самим Буняковским, содержит 108 названий (см. «Liste des travaux mathématiques des Victor Bouniakowsky etc.», St.-Péterbourg,1883); больше всего работал Буняковский по теории чисел и теории вероятностей. Ещё с самого начала своей педагогической деятельности Буняковский помещал статьи на французском языке в специальных изданиях, затем сделал перевод сочинений Коши о дифференциальном и интегральном исчислениях, причём присоединил к этому переводу свои примечания, а также составил, по поручению министерства народного просвещения, несколько учебных руководств по разным отраслям математики.
В 1835 году вышел сборник «Летопись факультетов на 1835 г.» со статьёй Буняковского, где был дан краткий обзор истории теории чисел от Диофанта до 30·х годов XIX века.
В 1839 году Буняковский выпустил в свет свой первый том «Лексикона чистой и прикладной математики», доведённый им, по недостатку средств, лишь до буквы «Д». При очень незначительном в то время количестве сочинений на русском языке по математике, «Лексикон» являлся очень ценным вкладом в российскую математическую литературу; он способствовал установлению у нас математической терминологии и давал обширные материалы для изучения разных частных математических вопросов. Слова в этом «Лексиконе» расположены по французскому алфавиту, с переводом на русский язык, а также с подробным объяснением на русском языке значения каждого термина. Уже после смерти Буняковского в его бумагах была найдена рукопись под заглавием: «Наброски для математического лексикона Буняковского, буквы E, F, G, H, I, J, K, L», с надписью рукой Буняковского: «Не печатать, а передать в архив академии наук, как пособие для справок продолжателям моего математического Лексикона». Эта рукопись сохраняется в отделе рукописей II отделения библиотеки академии.
В 1846 году появился труд Буняковского, послуживший началом его всемирной известности, — «Основания математической теории вероятностей». Этот обширный трактат, кроме теории, заключал в себя и историю возникновения и развития теория вероятностей; в нём впервые сведено вместе всё то, что было выработано по этой теории трудами известных математиков, начиная с Паскаля и Ферма, даны объяснения относительно новых решений самых трудных и запутанных вопросов, указано много практических приложений теории вероятностей, например, к вопросу о средней продолжительности жизни людей различных возрастов, к определению достоверности свидетельств и преданий, к вспомогательным кассам и страховым учреждениям, к определению погрешностей при наблюдениях, к вопросам судебного дела, к вычислению вероятностных потерь в войске и т. д. Форма «Оснований математической теории вероятностей» отличались такой удобопонятностью и изяществом, что Гаусс и Биенеме выучились русскому языку по этому сочинению.
В 1848 году Буняковский поместил в «Современнике» обратившую на себя внимание статью: «О возможности введения определённых мер доверия к результатам некоторых наук и преимущественно статистики».
В 1853 году Буняковский издал монографию «Параллельные линии»; в ней он приводил главнейшие из существовавших в то время доказательств теории параллельных линий, делая их критический разбор, обнаруживал их несостоятельность и излагал собственные соображения и исследования по этому предмету.
В 1873—1874 годах Буняковский напечатал в «Записках академии наук» «Антропо-биологические исследования и их приложение к мужскому населению России»; в основу этого сочинения было положено определение в России по возрастам и затем аналитическое сопоставление метрических данных последних лет.
В 1885 году в «Записках академии наук» была помещена статья Буняковского: «О вероятной числительности контингентов русской армии в 1883—1885 годах», являвшаяся очень ценным руководством при решении вопросов, связанных с всеобщей воинской повинностью.
Ряд статей Буняковского в «Современнике», «Журнале Министерства народного просвещения» и других журналах разрабатывал по преимуществу практические приложения математической теории вероятностей.
Все работы Буняковского, ставящие его в число величайших европейских математиков, помимо ценности в научном отношении — по богатству, новизне и оригинальной разработке научно-математических материалов, — отличаются замечательной ясностью и изяществом изложения. Многие из них переведены на иностранные языки.
Особенно большую практическую пользу оказали труды Буняковского по вопросу об эмеритальных кассах (главнейшие статьи этого рода были напечатаны в «Морском сборнике» 1858); он разработал основания эмеритальной пенсионной кассы морского ведомства, и его труды по проектированию этой кассы послужили к учреждению целого ряда подобных касс на выработанных им началах. Сделав в 1869 году выводы эмпирического закона о смертности, Буняковский упростил этим решение вопросов относительно страхования капиталов и пожизненных доходов.
Умер в Санкт-Петербурге 30 ноября (12 декабря) 1889 года. Похоронен на Смоленском кладбище в Санкт-Петербурге. Там же похоронена его жена, Екатерина Николаевна, умершая в Ораниенбауме.

### Изобретения
Буняковский изобрёл:
- планиметр Буняковского[8][9];
- прибор для измерения квадратов;
- самосчёты Буняковского[10][11] — вычислительный механизм, основанный на принципе действия русских счётов. Аппарат предназначался для сложения большого числа двузначных чисел. Прибор удобен исключительно для сложения большого количества небольших чисел.

## Награды
Кавалер орденов:
- Св. Владимира 3-й ст. (1854)
- Св. Станислава 1-й ст. (1856)
- Св. Анны 1-й ст. с императорской короной (1861)
- Св. Владимира 2-й ст. (1867)
- Белого Орла (1871)
- Александра Невского (1875)

## Отзывы о Буняковском
Научные заслуги Буняковского были оценены уже современниками. Он был почётным членом всех русских университетов: Московского (1858), Санкт-Петербургского (1860), Казанского (1875), Харьковского (1875), Киевского (1876), Новороссийского(1878), многих иностранных и русских учёных обществ. Буняковский пользовался заслуженным авторитетом среди европейских учёных. Симпатии общества и признательность его Буняковскому за его учёные заслуги особенно ярко выразилась в 1875 и 1878 годах, когда праздновались юбилеи Буняковского по случаю пятидесятилетия со времени получения им степени доктора математических наук парижского университета и пятидесятилетие его научной академической деятельности.
При богатстве и глубине содержания, лекции Буняковского всегда отличались поразительной ясностью, увлекательностью и в то же время литературной красотой изложения, делали легко доступными самые сложные математические положения и увлекали даже безучастных слушателей. По отношениям к лекциям Буняковский проявлял замечательную аккуратность и в течение всего времени своей службы в университете не пропустил ни одной лекции и не опоздал ни разу.
Как человек, Буняковский отличался высокими нравственными качествами, и уважение, которым он пользовался, имело причины не только его громкой славы великого учёного, но и в личных достоинствах.
Одарённый чувством изящного, Буняковский в молодости увлекался поэзией Байрона, перевёл отрывок из «Чайльд — Гарольда» и несколько стихотворений, помещённых им в журналах сороковых годов.

## Премия имени В. Я. Буняковского
По случаю 50-летия научной деятельности учёного 19 мая 1875 года была изготовлена юбилейная медаль и Академией наук была учреждена премия имени В. Я. Буняковского за лучшие сочинения по математике.

## Семья
Женился в тридцать лет на Екатерине Николаевне, урождённой Семёновой (15.09.1815—26.08.1901). Имел трёх сыновей — Владимира, Виктора и Александра и трёх дочерей — Любовь, Ольгу и Людмилу.